# Berg-Stacheltaschenmaus
Die Berg-Stacheltaschenmaus (Heteromys oresterus), auch Costa-Rica-Stacheltaschenmaus, ist eine Art der Stacheltaschenmäuse, die nur im Norden der Cordillera de Talamanca in Costa Rica in Höhen von 1600 bis 2800 Metern vorkommt.

## Merkmale
Die Berg-Stacheltaschenmaus erreicht eine Kopf-Rumpf-Länge von durchschnittlich 15,9 Zentimetern bei den Männchen und durchschnittlich 14,1 Zentimetern bei den Weibchen. Der Schwanz wird durchschnittlich 17,5 bzw. 16,9 Zentimeter lang. Die durchschnittliche Ohrlänge beträgt 18 Millimeter und die durchschnittliche Hinterfußlänge 40 Millimeter. Es handelt sich damit nach der Nelson-Stacheltaschenmaus (Heteromys nelsoni) um die zweitgrößte Art der Gattung, die Männchen sind signifikant größer als die Weibchen. Das Fell der ausgewachsenen Tiere ist rau und beinhaltet einzelne versteifte, weiche und stachelähnliche Haare auf der Rücken- und Bauchseite. Das Rückenfell ist grauschwarz mit ungleichmäßiger ockerfarbener Sprenkelung, die Seiten sind etwas heller sandfarben jedoch ohne echte Seitenlinie und die Bauchseite ist weiß. Die Ohren sind schwarz mit weißer Randung.
Die vorderen Bereiche der Sohlen der Hinterfüße sind nackt und besitzen sechs Tuberkel. Der Schwanz ist deutlich länger als die Kopf-Rumpf-Länge und dünn behaart, die Oberseite ist dunkler als die Unterseite und er hat eine weiße Spitze.
Der Karyotyp besteht aus einem diploiden Chromosomensatz aus 2n = 60 Chromosomen (FN=78).

## Verbreitung

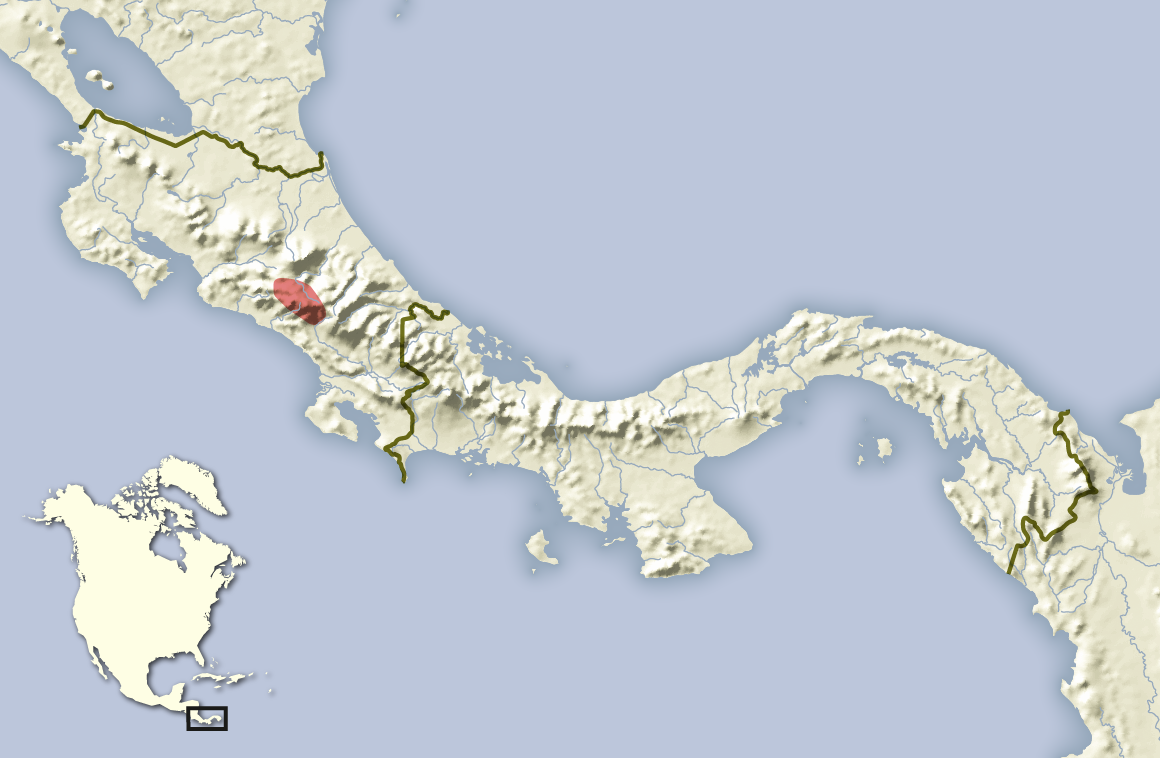
Verbreitungsgebiet der Berg-Stacheltaschenmaus

Das Verbreitungsgebiet der Berg-Stacheltaschenmaus ist auf den Norden der Cordillera de Talamanca in Costa Rica eingeschränkt, wo die Art in Höhen zwischen 1600 und 2800 Metern lebt.

## Lebensweise
Die Berg-Stacheltaschenmaus lebt in feuchten Eichenwaldgebieten der höheren Bergregionen der Cordillera de Talamanca, die durch einen hohen Anteil an Totholz geprägt sind. Teilweise kommt die Art auch in Sekundärwäldern vor. Die Tiere sind nachtaktiv und bodenlebend, über ihre Lebensweise liegen ansonsten so gut wie gar keine Informationen vor.

## Systematik
Die Berg-Stacheltaschenmaus wird als eigenständige Art innerhalb der Gattung der Stacheltaschenmäuse (Heteromys) eingeordnet, die aus 16 Arten besteht. Die wissenschaftliche Erstbeschreibung stammt von William P. Harris Jr. aus dem Jahr 1932, der sie bereits als Heteromys oresterus einführte.
Die Art wird gemeinsam mit der Desmarest-Stacheltaschenmaus (Heteromys desmarestianus), der Goldman-Stacheltaschenmaus (Heteromys goldmani) und der Nebelwald-Stacheltaschenmaus (Heteromys nubicolens) der desmarestianus-Gruppe innerhalb der Stacheltaschenmäuse zugeordnet. Innerhalb der Art werden neben der Nominatform keine weiteren Unterarten unterschieden.

## Status, Bedrohung und Schutz
Die Berg-Stacheltaschenmaus wird von der  International Union for Conservation of Nature and Natural Resources (IUCN) als nicht gefährdet (least concern) eingeordnet. Begründet wird dies durch die stabile Population der Art in dem Gebiet, das vollständig in einem Schutzgebiet liegt.

## Belege
1. 1 2 3 4 5 6 7 8 9  Mountain Spiny Pocket Mouse. In: David J. Hafner: Subfamily Heteromyoninae, Genus Heteromys. In: Don E. Wilson, T.E. Lacher, Jr., Russell A. Mittermeier (Herausgeber): Handbook of the Mammals of the World: Lagomorphs and Rodents 1. (HMW, Band 6) Lynx Edicions, Barcelona 2016, S. 201. ISBN 978-84-941892-3-4.
2. ↑  William P. Harris Jr.: Four new mammals from Costa Rica. Occasional Papers of the Museum of Zoology, University of Michigan 248, 1932; S. 1–6. (Volltext)
3. ↑   Heteromys oresterus. In: Don E. Wilson, DeeAnn M. Reeder (Hrsg.): Mammal Species of the World. A taxonomic and geographic Reference. 2 Bände. 3. Auflage. Johns Hopkins University Press, Baltimore MD 2005, ISBN 0-8018-8221-4.
4. ↑  Heteromys oresterus in der Roten Liste gefährdeter Arten der IUCN 2018. Eingestellt von: R. Timm, 2016. Abgerufen am 23. Dezember 2018.